# アナスタシア・ロマノヴナ
アナスタシア・ロマノヴナ（露: Анастасия Романовна、1531年10月2日 - 1560年8月7日）は、モスクワ大公イヴァン4世の最初の妃。夫が公称したツァーリ（皇帝）の称号に基づき、ロシア最初のツァリーツァに数えられる。侍従官を務めたボヤーレの1人ロマン・ユーリエヴィチ・ザハーリンの娘で、母はウリヤナ・イヴァノヴナ。

## 生涯
叔父ミハイルがイヴァン4世の後見人だったこともあり、伝統の花嫁コンテストによって選ばれ、イヴァンの戴冠式の1ヶ月後である1547年2月3日に、生神女福音大聖堂で結婚式を執り行った。アナスタシアは、精神的に不安定で怒りに駆られがちな夫を、うまくなだめる能力をそなえていたという。6人の子女をもうけ、うち次男イヴァンと三男フョードル（のちのフョードル1世）が成人した。生涯に7回結婚したイヴァンは、このアナスタシアを最も愛したようである。アナスタシアが1560年に死去すると、宮廷では大貴族による毒殺説が囁かれ、これを信じたツァーリによって多くの人々が粛清を受けた。1996年に発表された調査結果では現存する毛髪から多量の水銀が見つかったが、水銀は当時のロシアでは病気の治療薬に使用されており、毒殺とは断定できない。ともかく、ツァーリが最愛の妻の死によって精神的に激しく荒廃したことは間違いなく、これ以後蛮行に歯止めがきかなくなっていった。
アナスタシアが皇后となったことはロマノフ一族の権勢を大いに高め、兄ニキータはイヴァン4世の外戚として重用された。後に動乱時代を経た1613年、ニキータの孫にあたるミハイル・ロマノフがツァーリに選出されるに当たっては、アナスタシアの存在が大きく、ロマノフ家300年の歴史の扉が開かれたことに影響したとされる。